# En-Sipad-Zid-Ana
En-Sipad-Zid-Ana (En-sipad-zid-ana) de Larsa fou el sisè llegendari rei de Sumer cap al final del quart mil·lenni, segons esmenta la llista de reis sumeris. Aquesta llista li assigna un regnat mític de 28.880 anys.